# Falmouth (Maine)
Pour les articles homonymes, voir Falmouth.
Falmouth est une ville américaine située dans le comté de Cumberland dans l'État du Maine. Cette ville borde la baie de Casco ce qui en fait le plus grand point d'ancrage de l'État.

## Histoire

### Occupation amérindienne
Le recul des glaciers, 11 000 ans avant notre ère, a permis aux Abénaquis de coloniser la région. D'ailleurs, un explorateur anglais remarque en 1623 que le Sachem s'était installé au lieu actuel de Falmouth. Malgré les nombreuses guerres et épidémies entre 1614 et 1620, les Amérindiens restèrent dans la région jusqu'à la troisième guerre intercoloniale qui les poussa à migrer vers la Nouvelle-France, au Canada, ou plus au Nord encore.

### New Casco (1630-1765)
Aux XVIIe et XVIIIe siècles, Falmouth était le nom d'une communauté de villes autour de la baie de Casco. Cette agglomération englobait les villes actuelles de Portland, South Portland, Westbrook et Cape Elizabeth. En plus de ces villes s'ajoutait une autre appelée New Casco. Le territoire que prenait cette-dernière correspond à celui de l'actuelle ville de Falmouth. Ainsi, New Casco pris le nom de Falmouth en 1765. 

Portland fini par quitter « l'agglomération de Falmouth » en 1786, suivi par Westbrook en 1814. Le détachement de ces deux villes reste encore aujourd'hui un mystère.
C'est la colonie de la baie du Massachusetts qui, en 1658, après l'avoir conquise, appela cette zone « Falmouth sur la baie de Casco » pour la différencier du Falmouth au Massachusetts.